# Sela pri Šumberku
Sela pri Šumberku este o localitate din comuna Trebnje, Slovenia, cu o populație de 128 de locuitori.